# واصف البارودي
واصف البارودي (1315 - 1382 هـ / 1897 - 1962 م) مُربّ ومؤلف لبناني، من أهل طرابلس.
هو واصف بن علي بن محمد البارودي. تولى إدارة دار الكتب اللبنانية (1953 - 1961 م).

## آثاره
من آثاره: «الحياة والشباب» و«المثالية والشباب» و«محاضرات في التربية والتعليم».